# Michael Grant Terry
Michael Grant Terry (* 30. August 1984 in Philadelphia, Pennsylvania) ist ein US-amerikanischer Schauspieler.

## Leben
Michael Grant Terry ist der Sohn von Will und Holly Terry. Sein Vater Will war Lehrer an der Germantown Friends School und seine Mutter Holly Professorin an der Plymouth Meeting Friends School. Terry hat zwei ältere Geschwister. Er besuchte die German Friends School und hat dort seinen Abschluss gemacht. Am Emerson College in Boston studierte er Film und Theater.
Danach war er an mehreren Theatern beschäftigt z. B. am Blank Theatre in Los Angeles und am Brimmer Street Theatre.
2005 hatte Terry seine erste Gastrolle in der Fernsehserie Cold Case – Kein Opfer ist je vergessen. Danach war er in vielen Fernsehserien als Gastdarsteller zu sehen. Von 2008 bis 2017 spielte Terry eine Nebenrolle in Bones – Die Knochenjägerin.

## Filmografie (Auswahl)
- 2005: Cold Case – Kein Opfer ist je vergessen (Cold Case, Fernsehserie, Folge 3x06)
- 2006: Veronica Mars (Fernsehserie, Folge 3x07)
- 2006: CSI: NY (Fernsehserie, Folge 3x09)
- 2007: Wasting Away – Zombies sind auch nur Menschen (Wasting Away)
- 2008: Without a Trace – Spurlos verschwunden (Without a Trace, Fernsehserie, Folge 6x12)
- 2008–2017: Bones – Die Knochenjägerin (Bones, Fernsehserie, 42 Folgen)
- 2008: Eleventh Hour – Einsatz in letzter Sekunde (Eleventh Hour, Fernsehserie, Folge 1x09)
- 2009: The Assistants
- 2009: (Traum)Job gesucht (Post Grad)
- 2010: The Defenders (Fernsehserie, Folge 1x03)
- 2010: Criminal Minds (Fernsehserie, Folge 6x07)
- 2011: The Closer (Fernsehserie, Folge 7x05)
- 2011: CSI – Den Tätern auf der Spur (CSI: Crime Scene Investigation, Fernsehserie, Folge 12x03)
- 2012: Castle (Fernsehserie, Folge 4x12)
- 2012–2013: Grimm (Fernsehserie, 4 Folgen)
- 2012: In Plain Sight – In der Schusslinie (In Plain Sight, Fernsehserie, Folge 5x01)
- 2013: Navy CIS (NCIS, Fernsehserie, Folge 10x18)
- 2014: Stalker (Fernsehserie, Folge 1x01)
- 2014: The Cookie Mobster (Fernsehfilm)
- 2015: Navy CIS: New Orleans (NCIS: New Orleans, Fernsehserie, Folge 2x09)
- 2015: Stitchers (Fernsehserie, Folge 1x03)
- 2017: The Archer
- 2017: The Legend of Master Legend (Fernsehfilm)
- 2018: Speak of the Devil VR (Videospiel)
- 2020: Errands (Fernsehserie, 1 Folge)
- 2021: Mistletoe in Montana
- 2021: Roswell, New Mexico (Fernsehserie, 3x03–3x05)
- 2022: American Dad (Zeichentrickserie, Folge 17x12)
- 2023: Station 19 (Fernsehserie, Folge 6x07)